# Agama (Hinduismus)
Agama (Sanskrit आगम āgama) bezeichnet im Hinduismus einen Offenbarungstext, der den höchsten göttlichen Personen, also Shiva oder Devi oder Hari (Vishnu), zugeordnet ist. Man bezeichnet ihn nach der jeweiligen offenbarenden Gottheit. Es haben sich fünf Klassen der Verehrung ausgebildet, die sogenannten Pancha Upasakas.
- Shaiva-Agamas
- Shakta-Agamas
- Vaishnava- oder Pancharatra-Agamas
- Ganapati-Agamas
- Surya-Agamas

Die Agamas, oft auch als „fünfter Veda“ bezeichnet (obwohl sie im wissenschaftlichen Sinne nicht zu den Veden gehören), gelten als Offenbarung, aus denen sich die Tantra-Lehren ableiten. In der Literatur werden die Begriffe Agama und Tantra oft gleichgesetzt. Viele Hindus sehen die Agamas/Tantras als die Lehre für das jetzige Zeitalter an, das Kali-Yuga.

## Bedeutung

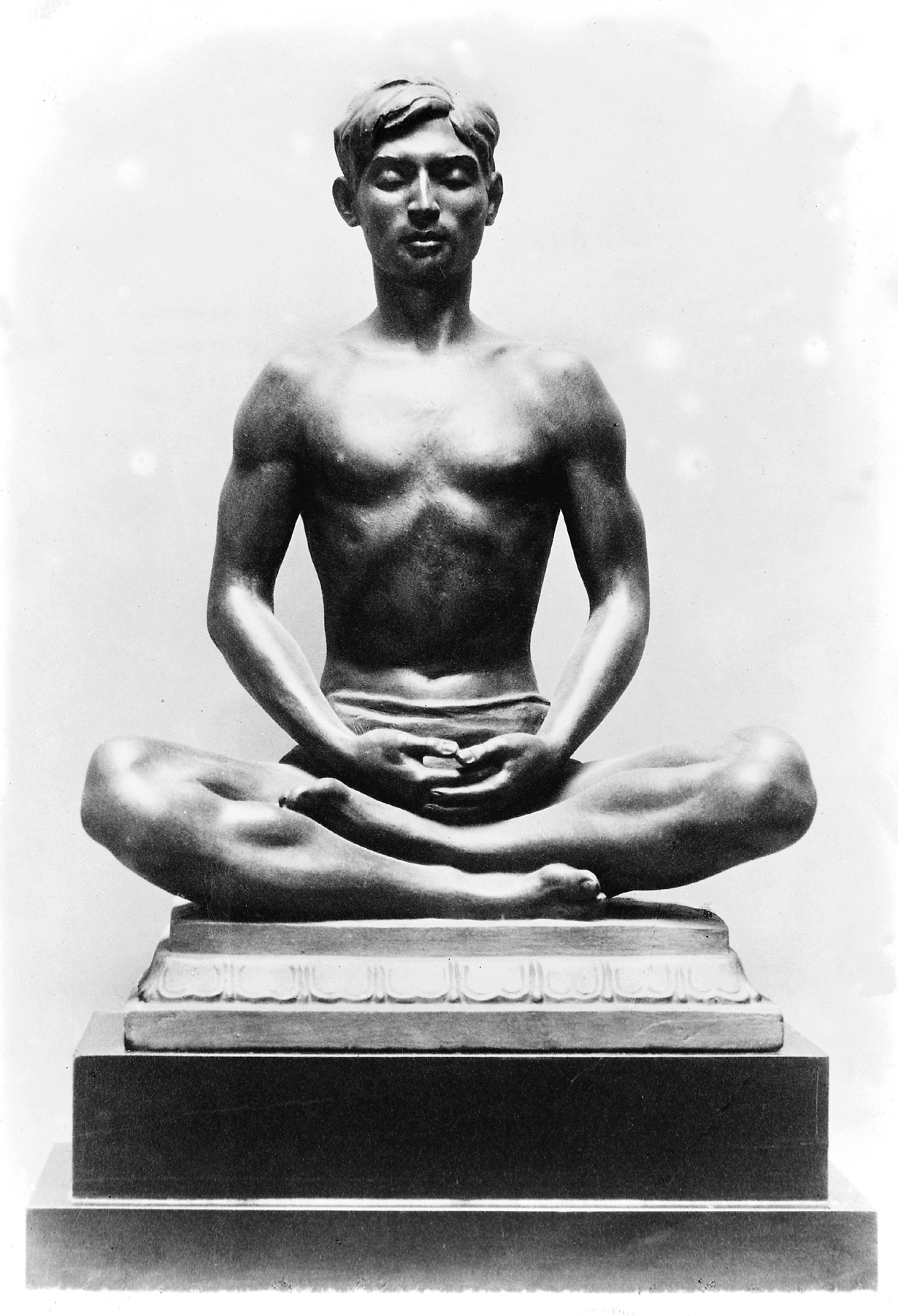
Die Entwicklung von körperlicher und geistiger Disziplin durch Yoga ist eine von vier Empfehlungen in den Agama-Texten[12] (oben eine Yogastatue aus Kaschmir, einem Zentrum monistischer Agama-Texte).

Die Agamas sind dialogisch aufgebaut, oft als Gespräche zwischen Shiva und Shakti. Dieses dialogische Format zwischen zwei Gottheiten steht im Gegensatz zum Monolog der Offenbarung von einem einzelnen göttlichen Wesen an einen Empfänger an einem einzigen Ort und zu einer einzigen Zeit. Dieses Format ist insofern von Bedeutung, als es spirituelle Einsicht als immer fortlaufend darstellt, als ein ewiges und dynamisches Gespräch, in das der Suchende mit der richtigen Kultivierung des Bewusstseins eintreten kann. Agamas, so Rajeshwari Ghose, lehren ein System der Spiritualität, das rituelle Verehrung und ethisches persönliches Verhalten durch die Gebote einer bestimmten Gottheit beinhaltet. Die Art der Anbetung in den agamischen Religionen unterscheidet sich von der vedischen Form. Während die vedische Form des yagna ohne Ikonen und Schreine auskommt, basieren die agamischen Religionen auf Ikonen mit puja als Mittel der Verehrung. Symbole, Ikonen und Tempel sind ein notwendiger Bestandteil der agamischen Praxis, während nicht-theistische Wege alternative Mittel der vedischen Praxis sind. Handlung und Wille bestimmen die Agama-Gebote, während das Wissen in den vedischen Geboten das Heil ist. Dies bedeutet jedoch nicht notwendigerweise, dass die Agamas und die Veden nach Ansicht mittelalterlicher Hindu-Theologen gegensätzlich sind. Tirumular, zum Beispiel, erklärte ihre Verbindung wie folgt: „Die Vedas sind der Weg, und die Agamas sind das Pferd“.
Jedes Agama besteht aus vier Teilen:
- Jnana pada, auch Vidya pada genannt – besteht aus der Lehre, dem philosophischen und spirituellen Wissen, dem Wissen um die Wirklichkeit und die Befreiung.
- Yoga pada – Vorschriften über Yoga, die körperliche und geistige Disziplin.
- Kriya pada – besteht aus Regeln für Rituale, den Bau von Tempeln (Mandir); Gestaltungsprinzipien für die Bildhauerei, Schnitzerei und Weihe von Idolen von Gottheiten für die Verehrung in Tempeln.
- Charya pada – legt Regeln des Verhaltens, der Verehrung (puja), der Einhaltung religiöser Riten, Rituale, Feste und Prayaschittas fest.

Die Agamas nennen drei Voraussetzungen für einen Pilgerort: Sthala, Tirtha, und Murti. Sthala bezieht sich auf den Ort des Tempels, Tīrtha ist die Kreuzungsstelle (zwischen Weltlichem und Göttlichem), und Murti bezieht sich auf die Gottesdarstellung (gewöhnlich eine Ikone einer Gottheit).
In den Agamas für Silpa (die Kunst der Bildhauerei) werden ausführliche Regeln aufgestellt, die die Qualitätsanforderungen an die Orte beschreiben, an denen Tempel gebaut werden sollen, die Art der Bilder, die aufgestellt werden sollen, die Materialien, aus denen sie hergestellt werden sollen, ihre Abmessungen, Proportionen, die Luftzirkulation, die Beleuchtung in der Tempelanlage usw. Das Manasara und das Silpasara sind einige der Werke, die sich mit diesen Regeln beschäftigen. Die Rituale, die bei den täglichen Gottesdiensten im Tempel befolgt werden, folgen ebenfalls den Regeln, die in den Agamas festgelegt sind.

## Geschichte und Chronologie
Die Chronologie und Geschichte der Agama-Texte ist unklar. Die bis heute erhaltenen Agama-Texte wurden wahrscheinlich im 1. Jahrtausend n. Chr. niedergeschrieben, aber existierten wahrscheinlich bereits viel früher. Gelehrte wie Ramanan vermuten aufgrund der archaischen Prosodie und der sprachlichen Beweise, dass der Beginn der Agama-Literatur mindestens auf das 5. Jahrhundert v. Chr. zurückgeht.
Tempel- und archäologische Inschriften sowie Textbelege deuten darauf hin, dass die Agama-Texte bereits im 7. Jahrhundert zur Zeit der Pallava-Dynastie existierten.